# Georg von Dadelsen
Georg von Dadelsen (* 17. November 1918 in Dresden; † 25. Mai 2007 in Tübingen) war ein deutscher Musikwissenschaftler. Er galt als ausgewiesener Johann-Sebastian-Bach-Fachmann und veröffentlichte zahlreiche Arbeiten und Artikel über Bach, dessen Familie und dessen Umfeld. Er war Lehrstuhlinhaber in Hamburg und Tübingen.

## Leben
Georg von Dadelsen, Sohn von Margarethe von Dadelsen, geborene Boessneck, und des Juristen und Bankiers Hans von Dadelsen, erwarb sein Abitur am humanistischen Gymnasium in Berlin-Zehlendorf. Nach Kriegsdienst und Gefangenschaft studierte er ab 1946 Musikwissenschaft bei Friedrich Blume in Kiel, bei Walther Vetter an der Humboldt-Universität und bei Walter Gerstenberg an der Freien Universität Berlin. Weiterhin belegte er Kurse der Philosophie und der Germanistik. 1951 wurde er an der Freien Universität Berlin mit der Arbeit Alter Stil und Alte Techniken in der Musik des 19. Jahrhunderts zum Dr. phil. promoviert.
Im Jahr 1952 folgte von Dadelsen, gemeinsam mit seiner Frau Dorothee, seinem Lehrer Gerstenberg als Assistent an das Musikwissenschaftliche Institut der Eberhard-Karls-Universität Tübingen. Von 1953 bis 1959 leitete er das Universitätsorchester der Universität Tübingen. In dieser Zeit arbeitete er auch als Musikkritiker. 1958 habilitierte er sich vor der Tübinger Philosophischen Fakultät mit der Arbeit Beiträge zur Chronologie der Werke Johann Sebastian Bachs und wurde Dozent.
1960 übernahm von Dadelsen als ordentlicher Professor den Lehrstuhl für Musikwissenschaft an der Universität Hamburg. Im Jahr 1971 übernahm er den entsprechenden Tübinger Lehrstuhl bis zu seiner Emeritierung 1983.
Im Auftrag der Musikgeschichtlichen Kommission, deren Vorsitz von Dadelsen in den Jahren von 1973 bis 1988 innehatte, leitete er von 1959 bis 1998 die Denkmälerreihe Das Erbe deutscher Musik. Von 1961 bis 1993 war Georg von Dadelsen Direktor des Johann-Sebastian-Bach-Instituts Göttingen. Als Vorsitzender des Herausgeber-Kollegiums prägte von Dadelsen die Geschicke der Neuen Bach-Ausgabe 1954–2007 (NBA) in ihrer entscheidenden Phase über 32 Jahre hin maßgeblich.
Von Dadelsen begründete die seit 1976 erschienene Auswahl-Ausgabe der musikalischen Werke von E. T. A. Hoffmann. Neben den unten aufgeführten Büchern schrieb er zahlreiche musikgeschichtliche Artikel. So stammen auch einige Artikel in Die Musik in Geschichte und Gegenwart (1. Auflage) aus seiner Feder.
Zu seinen Schülern zählen unter anderem  Wolfgang Horn, Konrad Küster, Volker Scherliess und Siegfried Schmalzriedt.

## Familiäres
Georg von Dadelsen war evangelisch, ab 1947 verheiratet mit der promovierten Journalistin Dorothee von Dadelsen, der Tochter des Publizistikwissenschaftlers Emil Dovifat. Er hatte fünf Kinder: Johannes-Christian (später Komponist), Andreas, Bernhard (später ZDF-Redakteur), Katharina und Margarete.

## Veröffentlichungen (Auswahl)
- 1951: Alter Stil und alte Techniken in der Musik des 19. Jahrhunderts (Philosophische Dissertation an der Freien Universität Berlin)
- 1957: Bemerkungen zur Handschrift Johann Sebastian Bachs, seiner Familie und seines Kreises (= Tübinger Bach-Studien. I) Trossingen
- 1958: Beitrag zur Chronologie der Werke Johann Sebastian Bachs (Habilitationsschrift an der Universität Tübingen, Tübinger Bach-Studien. IV–V), Tübingen
- 1967: Editionsrichtlinien musikalischer Denkmäler und Gesamtausgaben, herausgegeben im Auftrag der Gesellschaft für Musikforschung, Kassel
- 1976: Johann Sebastian Bachs Nachwirken: Die Söhne und die Schüler. In: Barbara Schwendowius, Wolfgang Dömling (Hrsg.): Johann Sebastian Bach. Zeit, Leben, Wirken. Bärenreiter, Basel / Tours / London 1976, S. 145–176.
- 1983: Über Bach und anderes. Aufsätze und Vorträge 1957–1982. Herausgegeben von Arnold Feil,  und Thomas Kohlhase. Laaber-Verlag, Lilienthal, ISBN 978-3921518977.
- 1985: Bachs Werke im Originaltext – Aufgaben und Erkenntnisse der Neuen Bach-Ausgabe. In: Neue Zürcher Zeitung. 16./17. März 1985. (Nachdruck in: Johann-Sebastian-Bach-Institut Göttingen und Bach-Archiv Leipzig (Hrsg.): Die Neue Bach-Ausgabe 1954-2007 – Eine Dokumentation. Bärenreiter, Kassel/Basel/London/New York/Prag 2007, S. 11–16.)